# ピート・ラロカ
ピート・ラロカ（Pete La Roca）ことピーター・シムズ（Peter Sims、1938年4月7日 - 2012年11月19日）は、アメリカ合衆国のジャズ・ドラマーで弁護士。ラロカはラテン・ジャズ・バンド時代にティンバレス奏者として活動していた頃から名乗った芸名である。

## 略歴
1957年から1968年までの間、ソニー・ロリンズやジャッキー・マクリーン、スライド・ハンプトン、ジョン・コルトレーン・カルテット、マリアン・マクパートランド、アート・ファーマー、フレディ・ハバード、モーズ・アリソン、チャールズ・ロイド、ポール・ブレイ、スティーヴ・キューンらと共演する傍ら、とりわけバンドリーダーとして、またボストンではジャズのワークショップの専属ドラマーとして活動した。この間に、2枚のリーダー・アルバム、『バスラ』（ブルーノート、1965年）と『ターキッシュ・ウィミン・アット・ザ・バス』（ダグラス・レーベル、1967年）を発表した。また、後者はチック・コリア名義でミューズ・レコードからアルバム『ブリス（Bliss!）』として発表された。
1968年に音楽界を去って法曹界に転身し、1973年に『ターキッシュ・ウィミン・アット・ザ・バス』が同意なしにチック・コリア名義のアルバムとして発表された際には、自ら訴訟を起こして勝訴した。
1979年にジャズ界に復帰した。1997年に再びブルーノートより、リーダー・アルバム『スイング・タイム』を発表している。
2012年11月19日、肺がんのために死去。74歳没。

## ディスコグラフィ

### リーダー・アルバム
- 『バスラ』 - Basra (1965年、Blue Note)
- 『ターキッシュ・ウィミン・アット・ザ・バス』 - Turkish Women at the Bath (1967年、Douglas) ※チック・コリア名義でアルバム『ブリス』 - Bliss! (1973年、Muse)として再発された
- 『スイング・タイム』 - Swingtime (1997年、Blue Note)